# Grande Mesquita de Bruxelas
A Grande Mesquita de Bruxelas está localizada no Parque Cinquentenário. O edifício original foi construído pelo arquiteto Ernest Van Humbeeck em estilo árabe, para formar o Pavilhão Oriental da Exposição Nacional de Bruxelas em 1880. O pavilhão abrigava então uma pintura monumental chamada: “Panorama do Cairo”, do pintor belga Emile Wauters, que teve grande sucesso. No entanto, a falta de manutenção no século XX fez com que o edifício se deteriorasse gradualmente.
Em 1967, o rei Balduíno emprestou o prédio ao rei Faisal ibn Abd al-Aziz, da Arábia Saudita, por um contrato de arrendamento sem aluguel de 99 anos, em uma visita oficial à Bélgica como parte das negociações para garantir contratos de petróleo. O prédio foi transformado em um local de culto para uso de imigrantes muçulmanos na Bélgica, que na época eram principalmente do Marrocos e da Turquia. Como parte do negócio, imãs da área do Golfo seriam contratados, embora seu salafismo ortodoxo fosse uma tradição, de acordo com Georges Dallemagne, diferente da dos imigrantes de mente mais aberta mas seus ensinamentos com o tempo os transformariam em uma tradição mais ortodoxa e imãs desencorajariam os imigrantes de se integrarem à sociedade belga, de acordo com Georges Dallemagne. A mesquita, após uma longa reconstrução realizada às custas da Arábia Saudita pelo arquiteto tunisiano Mongi Boubaker, foi inaugurada em 1978 na presença de Khalid ibn Abd al-Aziz e Baudouin. O papel da Mesquita como a principal instituição religiosa dentro da comunidade islâmica belga — bem como seu papel pretendido como uma ponte diplomática entre as monarquias saudita e belga — tem sido um ponto de debate desde sua reescoamento.